# Harvey Beaks
Harvey Beaks is een Amerikaanse animatieserie, geproduceerd door Nickelodeon Animation Studios en gemaakt door C.H. Greenblatt. De serie werd uitgezonden van maart 2015 tot december 2016 op Nickelodeon en werd in 2017 verder uitgezonden op Nicktoons.
Er werden twee seizoenen met in totaal 52 afleveringen van circa 22 minuten gecreëerd. 
De serie was in combinatie met de originele Cartoon Network-serie Gumball and Friends

## Verhaal
Hoofdfiguur in de serie is een kleine jonge pimpelmees, Harvey Beaks. Harvey heeft twee vrienden, de tweeling Fee en Foo, twee impen waarmee hij avonturen beleeft in het kleine natuurlijke stadje Littlebark Grove.

## Stemacteurs
- Max Charles als Harvey
- Angelina Wahler als Fee
- Jackson Brundage als Foo
- Dwight Schultz als Spirit of Wetbark Lake
- Marc Maron als Randl
- Dave Foley als Moff Williamson
- Blake Clark als Roland Beaks
- Ken Jenkins als Blister